# Dihydrogen-kation
Dihydrogen-kationen ({\displaystyle {\ce {H2^+}}}) er det simpleste molekyle og den simpleste sammensatte ion, idet den kun består af to protoner og én elektron. Ionen kan dannes ved at ionisere det neutrale brint-molekyle {\displaystyle {\ce {H2}}} og findes ofte i molekyleskyer i det ydre rum, hvor der er ioniserende kosmisk stråling. Ionen er af historisk og teoretisk interesse, fordi den er relativt simpel at beskrive kvantemekanisk, hvilket første gang blev gjort af Øyvind Burrau 1927. Blot året forinden var Schrödinger-ligningen blevet publiceret.